# Minihof-Liebau
Minihof-Liebau (slowenisch Suhi Mlin, ungarisch Liba) ist eine Marktgemeinde im Bezirk Jennersdorf im Burgenland in Österreich mit 1041 Einwohnern (Stand 1. Jänner 2025).

## Geografie

Minihof-Liebau von Nordwesten

Die Gemeinde liegt im südlichen Burgenland in den Tälern von Doiberbach, Gatterbach und Mühlgrabenbach. Im Ort Minihof-Liebau vereinigen sich diese Bäche und fließen als Doiberbach nach Nordosten Richtung Raab. Die tiefste Stelle liegt 270 Meter über dem Meer. Die hügelige Landschaft ist größtenteils bewaldet und erreicht Höhen von knapp unter 400 Meter. Die Gemeinde hat eine Fläche von 16 Quadratkilometer. Davon sind 57 Prozent bewaldet, fast ein Drittel wird landwirtschaftlich genutzt und fünf Prozent sind Gärten.

### Gemeindegliederung
Das Gemeindegebiet umfasst folgende drei Ortschaften (in Klammern Einwohnerzahl Stand 1. Jänner 2025):
- Minihof-Liebau (304) samt Judenberg, Kramerberg und Theresienberg
- Tauka (284) samt Pelzereck, Petereck, Winkel und Zotterberg
- Windisch-Minihof (453) samt Bach, Gamperlberg, Loasleiten, Schmelzereck, Schusterberg, Schützengraben und Thomasberg

Die Gemeinde besteht aus den Katastralgemeinden Minihof-Liebau, Tauka und Windisch-Minihof.

### Nachbargemeinden
| Mühlgraben             |                                             | Sankt Martin an der Raab |
| Neuhaus am Klausenbach | Kompassrose, die auf Nachbargemeinden zeigt |                          |
|                        | Slowenien                                   |                          |

## Geschichte
Bei Abbrucharbeiten wurde 1963 in einem Ziegel einer alten Mauer ein prähistorisches Steinbeil gefunden. Untersuchungen zeigten, dass das sieben mal sechs Zentimeter große Beil aus der Jungsteinzeit stammt. Die eigentliche Fundstelle ist vermutlich eine Ziegelgrube in der näheren Umgebung.
Eine urkundliche Erwähnung stammt aus dem Jahr 1157. Die Brüder Wolfer und Hedrich von Wildon errichteten in Güssing ein Benediktinerkloster. In der Gründungsurkunde werden die Orte Podgrad (Minihof) und Dobra Menhares (Neuhaus) genannt. In einer Urkunde des Jahres 1387, in der König Sigismund die Burg Neuhaus dem Adeligen Nikolaus Szechy überträgt, werden die Orte Liebau (Lyebehaza) und Minihof (Mohonycha) namentlich angeführt.
In der Nacht vom 25. auf dem 26. Juli 1934 versuchten 15 aufständische Nationalsozialisten nach Befehl eines Kaufmannes aus Jennersdorf den örtlichen Gendarmerieposten zu besetzen. Dort trafen sie auf Zollwachbeamte, wobei es zu Gefechten kam, bei denen der Zollwachbeamte Robert Jarisch durch einen Schuss schwer verletzt wurde und Monate später an seinen Verletzungen starb. Die Putschisten beschossen danach das Zollamt in Bonisdorf, wobei ein weiterer Zollbeamter verletzt wurde. Anschließend flohen sie nach Ungarn, wo sie festgenommen und an die österreichischen Behörden ausgeliefert wurden.
Im Haus Windisch-Minihof Nr. 119 wurde im Jahr 1937 ein Tontopf mit 60 Silbermünzen aus der Zeit zwischen 1626 und 1703 gefunden. Dieser Münzschatz ist im Landesmuseum Burgenland ausgestellt, wohingegen frühere Münzfunde von Tauka verschollen sind.
Der Ort gehörte wie das gesamte Burgenland bis 1920/21 zu Ungarn (Deutsch-Westungarn). Seit 1898 musste aufgrund der Magyarisierungspolitik der Regierung in Budapest der ungarische Ortsname Liba verwendet werden.
Nach Ende des Ersten Weltkriegs wurde nach zähen Verhandlungen Deutsch-Westungarn in den Verträgen von St. Germain und Trianon 1919 Österreich zugesprochen. Der Ort gehört seit 1921 zum neu gegründeten Bundesland Burgenland (siehe auch Geschichte des Burgenlandes).
Marktgemeinde ist Minihof-Liebau seit 1990.

### Bevölkerungsentwicklung

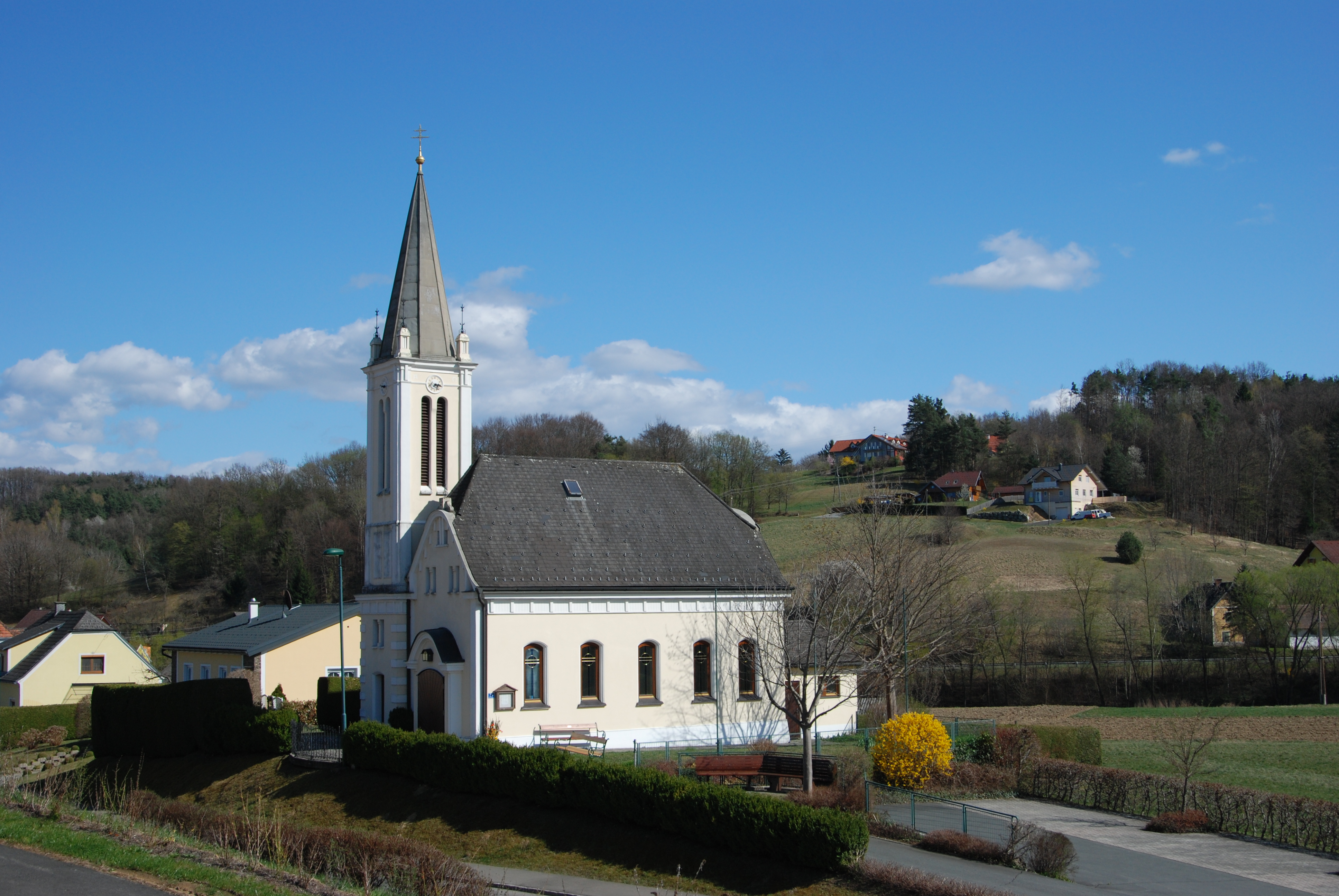
Evangelische Filialkirche Minihof-Liebau

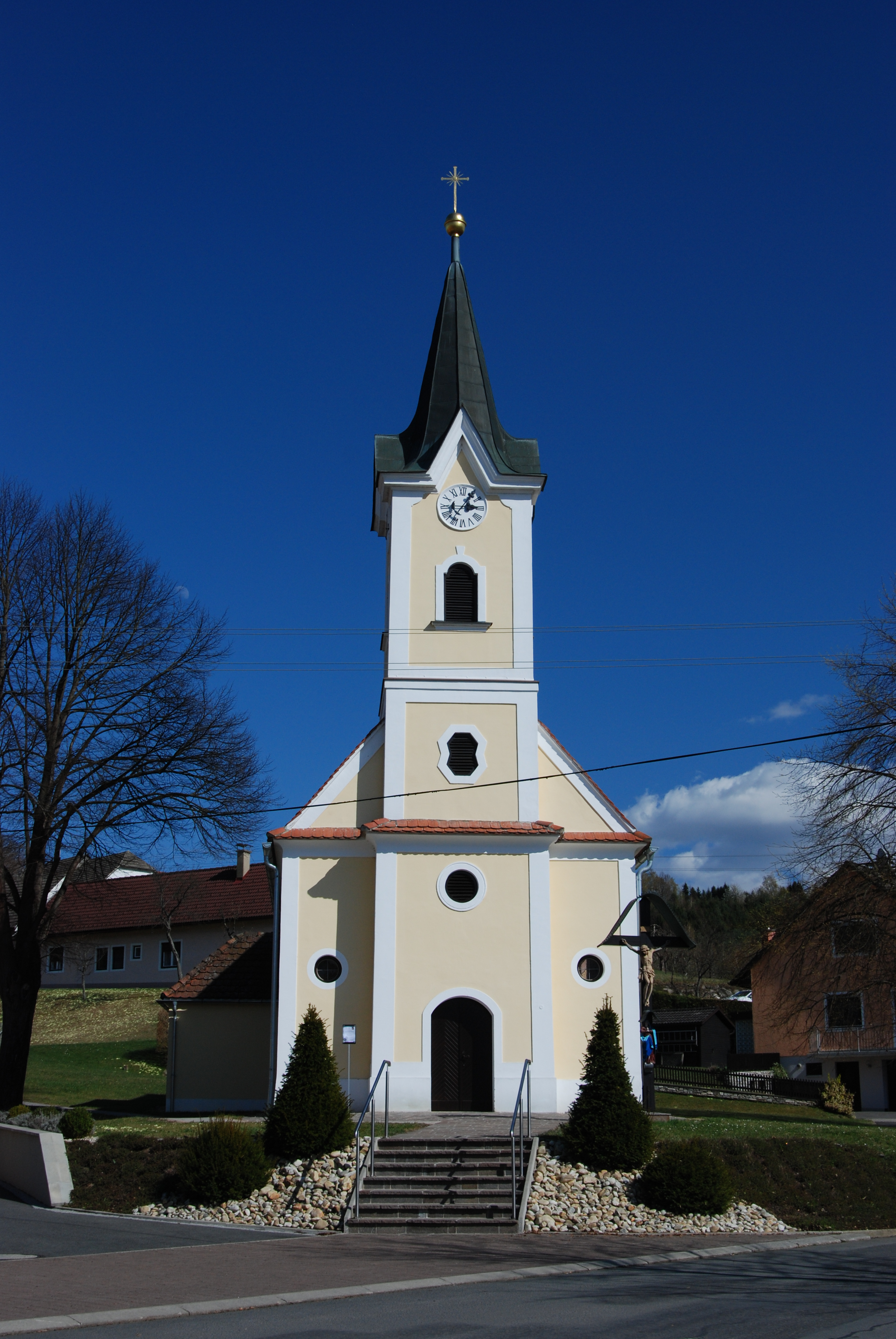
Ortskapelle Windisch-Minihof

## Kultur und Sehenswürdigkeiten

### Bauwerke
- Evangelische Filialkirche Minihof-Liebau
- Katholische Ortskapelle Windisch-Minihof
- drei Mühlen: Landhofmühle, Ölmühle, Jost Mühle, wo noch mit alten Wassermühlen gemahlen wird.
- ein interaktiver Erlebnisweg, der Kornweg, den man seit Sommer 2007 besuchen kann
- Das Gemeindeamt stammt vom Feldbacher Architekten Paul Kraus aus dem Jahr 1925.

### Naturpark
Die Gemeinde hat Anteil am trilateralen Naturpark Raab-Örség-Goričko. Diese 15 Hektar große Aulandschaft wurde 1998 als Naturpark eingerichtet.

### Vereine
In Minihof-Liebau gibt es mehr als zwanzig Vereine.

## Wirtschaft und Infrastruktur

### Wirtschaftssektoren
Von den 102 landwirtschaftlichen Betrieben des Jahres 2010 wurden 88 im Nebenerwerb geführt. Der Produktionssektor beschäftigte 29 Personen in der Bauwirtschaft und 28 im Bereich Herstellung von Waren. Die größten Arbeitgeber des Dienstleistungssektors waren der Bereich soziale und öffentliche Dienste (86) und der Handel (29 Erwerbstätige).
| Wirtschaftssektor            | Anzahl Betriebe | Anzahl Betriebe | Erwerbstätige | Erwerbstätige |
| Wirtschaftssektor            | 2011            | 2001            | 2011          | 2001          |
| ---------------------------- | --------------- | --------------- | ------------- | ------------- |
| Land- und Forstwirtschaft 1) | 1021            | 120             | 27            | 26            |
| Produktion                   | 11              | 6               | 57            | 58            |
| Dienstleistung               | 43              | 29              | 146           | 84            |

1) Betriebe mit Fläche in den Jahren 2010 und 1999

### Arbeitsmarkt, Pendeln
Im Jahr 2011 lebten 544 Erwerbstätige in Minihof-Liebau. Davon arbeiteten 115 in der Gemeinde, mehr als drei Viertel pendelten aus. Aus der Umgebung kamen 115 Menschen zur Arbeit nach Minihof-Liebau.

### Verkehr
- Eisenbahn: Der nächste Bahnhof befindet sich zehn Kilometer nordöstlich in Jennersdorf.[14] Von dort gibt es über die Steirische Ostbahn Direktverbindungen nach Graz.[15]
- Straße: Die wichtigste Straßenverbindung ist die Doiber Straße B58.
- Rad: Der Radweg B70 durchquert das Gemeindegebiet und den Naturpark.[8]

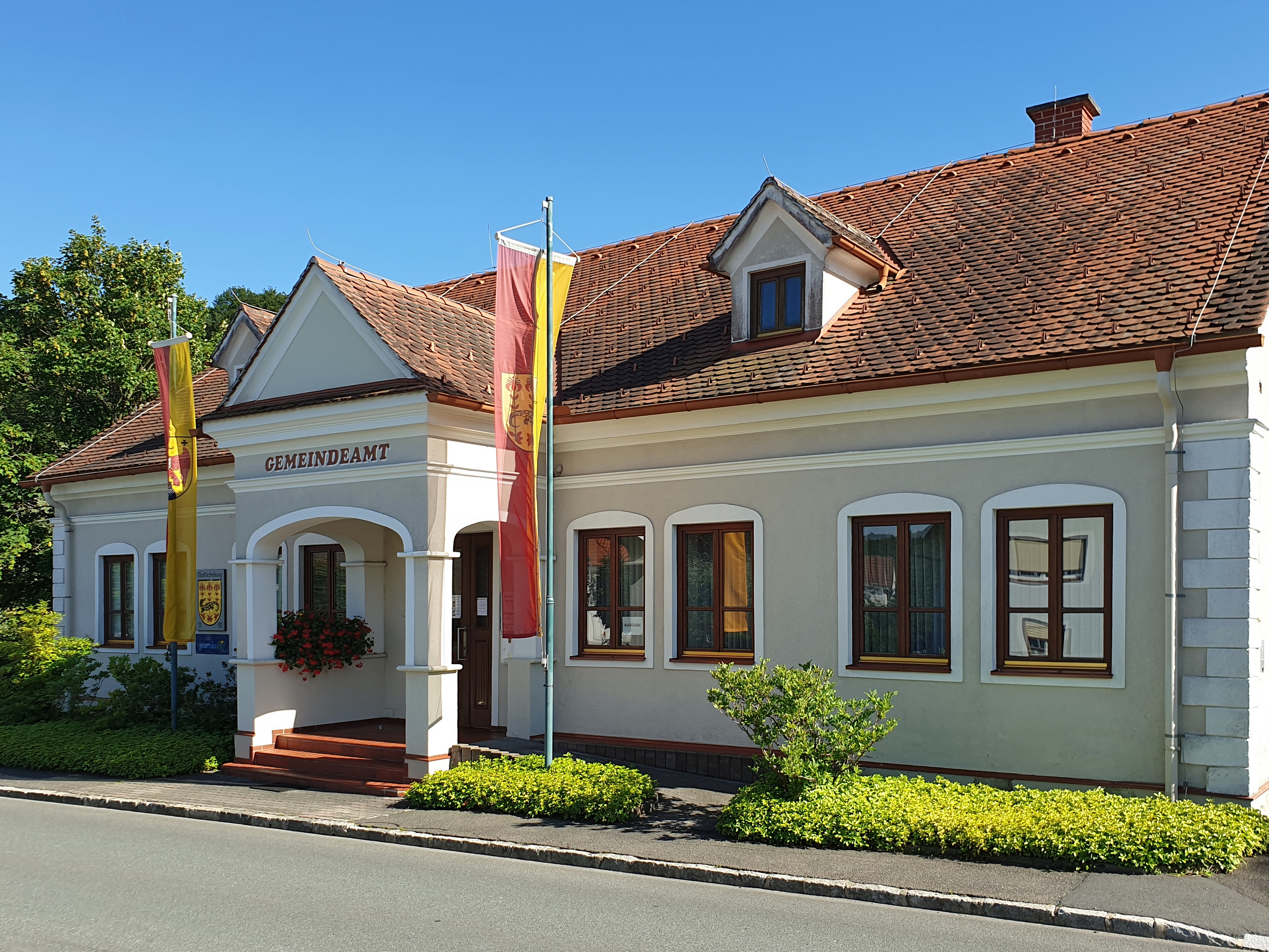
Gemeindeamt

## Politik

### Gemeinderat
| Der Gemeinderat hat 19 Mitglieder (seit 2022, davor 15): - Mit den Gemeinderatswahlen im Burgenland 1997 hatte der Gemeinderat folgende Verteilung: 10 SPÖ, und 5 ÖVP. - Mit den Gemeinderatswahlen im Burgenland 2002 hatte der Gemeinderat gleichbleibend folgende Verteilung: 10 SPÖ, und 5 ÖVP. - Mit den Gemeinderatswahlen im Burgenland 2007 hatte der Gemeinderat gleichbleibend folgende Verteilung: 10 SPÖ, und 5 ÖVP. - Mit den Gemeinderatswahlen im Burgenland 2012 hatte der Gemeinderat folgende Verteilung: 10 SPÖ, 4 ÖVP, und 1 FPÖ. - Mit den Gemeinderatswahlen im Burgenland 2017 hatte der Gemeinderat folgende Verteilung: 9 SPÖ, 3 ÖVP, und 3 FPÖ. - Mit den Gemeinderatswahlen im Burgenland 2022 hat der Gemeinderat folgende Verteilung: 11 SPÖ, 6 ÖVP, und 2 FPÖ. | Die zur Anzeige dieser Grafik verwendete Erweiterung wurde dauerhaft deaktiviert. Wir arbeiten aktuell daran, diese und weitere betroffene Grafiken auf ein neues Format umzustellen. (Mehr dazu) |

### Bürgermeister
- 1987–2007 Willibald Stacherl (SPÖ)
- seit 2007 Helmut Sampt (SPÖ)[18]

### Wappen
Die Gemeinde führt folgendes Wappen: Im goldenen Schild drei beblätterte rote Türkenbundlilien, um die sich ein widersehender schwarzer Feuersalamander schlingt, aus dessen Leib goldene, aus dessen Maul rote Flammen brechen.

## Persönlichkeiten
- Willibald Stacherl (* 1947), Politiker